# Cheilosia conifacies
Cheilosia conifacies är en tvåvingeart som beskrevs av Stackelberg 1963. Cheilosia conifacies ingår i släktet örtblomflugor, och familjen blomflugor. Inga underarter finns listade i Catalogue of Life.